# Karin Aspenström
Signe Karin Cecilia Torsdotter Aspenström (Stockholm, 5 januari 1977) is een Zweeds romanschrijver en scenarioschrijver. Ze publiceerde onder meer de romans Brännpunkt (haar debuut) en Rättslos, over infiltrant Peter Rätz.
Karin Aspenström is de kleindochter van de dichter Werner Aspenström en van beeldend kunstenaar Signe Lund-Aspenström. Ze werd geboren in de Stockholmse wijk Engelbrekts.

## Films en tv[3]
- (sv) 2010 - Blott du mig älskar (Amphi Produktion)
- (sv) 2012 - Det finns stunder (Amphi Produktion)
- (sv) 2013 - (Re)volt - nu djävlar är det krig ( SVT )